# ورکلا
ورکلا، روستایی است از توابع بخش گهرباران شهرستان میاندورود در استان مازندران ایران.

## جمعیت
این روستا در دهستان میان‌دورود بزرگ قرار داشته و براساس آخرین سرشماری مرکز آمار ایران که در سال ۱۳۸۵ صورت گرفته، جمعیت آن ۴۷۸نفر (۱۲۶خانوار) بوده‌است.